# Euchauliodes distinctus
Euchauliodes distinctus là một loài côn trùng trong họ Euchauliodidae thuộc bộ Megaloptera. Loài này được Riek miêu tả năm 1974.